# Pennsylvania General Assembly

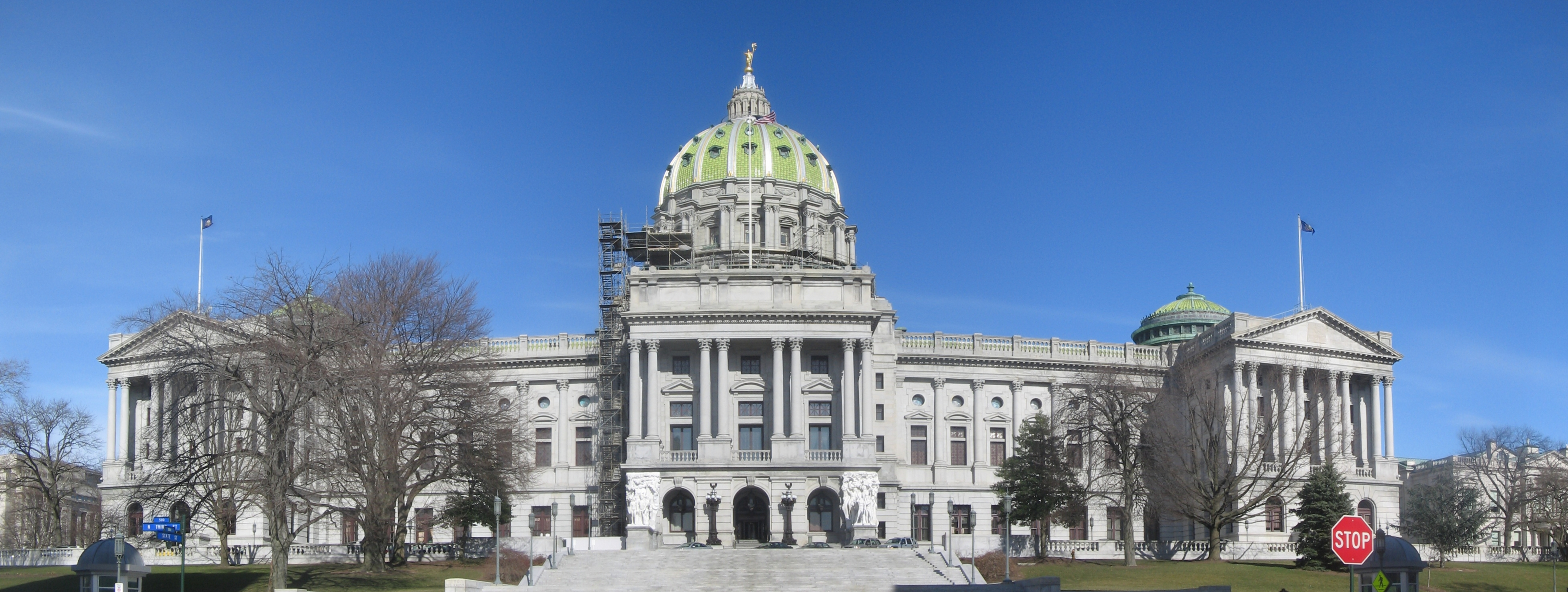
Die General Assembly tagt im Pennsylvania State Capitol

Die Pennsylvania General Assembly ist die State Legislature und damit die Legislative des US-Bundesstaats Pennsylvania. Sie wurde durch die staatliche Verfassung 1776 geschaffen und besteht seit 1791 aus dem Repräsentantenhaus von Pennsylvania, das als Unterhaus fungiert, sowie dem Senat von Pennsylvania als Oberhaus. Die General Assembly tagt im Pennsylvania State Capitol in Harrisburg, das auch Sitz des Gouverneurs und seines Stellvertreters ist.
Das Repräsentantenhaus besteht aus 203 Mitgliedern, der Senat aus 50. Das Repräsentantenhaus wird für zwei Jahre gewählt. Die Amtszeit der Senatoren beträgt vier Jahre, jeweils die Hälfte des Senats wird gleichzeitig mit dem Repräsentantenhaus gewählt. Der Wahltag fällt mit dem des Bundeskongresses zusammen.
Wählbar sind US-Bürger, die seit mindestens einem Jahr im entsprechenden Wahlbezirk leben. Das Mindestalter beträgt 25 Jahre für den Senat, 21 Jahre für das Repräsentantenhaus.
Im Gegensatz zu den meisten State Legislatures, die als Teilzeitparlament nur begrenzte Tagungsperioden haben, ordnet die National Conference of State Legislatures (NCSL) die Pennsylvania General Assembly als Vollzeitparlament ein. Mit einer Vergütung von 90.335 USD pro Jahr und 178 USD pro Sitzungstag (2020) liegen die Abgeordneten im oberen Bereich der Staatsparlamentarier.